# Bhavabhuti
Bhavabhuti (Sanskrit भवभूति , bhavabhūti, m.) war ein indischer Dramatiker, der im 8. Jh. in Kanauj lebte und einige bedeutende Werke der Sanskrit-Literatur verfasste.

## Leben und Werk
Bhavabhuti lebte in der ersten Hälfte des 8. Jh. am Hof des Königs Yashovarman von Kanauj. Er entstammte einer vornehmen Brahmanen-Familie und besaß eine hohe wissenschaftliche und kulturelle Bildung. Einige Passagen in seinen Werken waren so kunstvoll geschrieben, dass sie wahrscheinlich nur einem kleinen Publikum verständlich waren. Aber es gelang ihm in überzeugender Weise in seinen Texten, Emotionen und heroisches Pathos zum Ausdruck zu bringen.
Er verfasste drei Dramen, von denen zwei Stoffe des Epos Ramayana behandeln. Das Mahāvīracarita schildert in Form von erzählenden Dialogen den ersten Teil der Geschichte von Rāma und Sītā. Das Uttararāmacarita knüpft daran an und berichtet über die Verstoßung Sītās durch Rāma, wobei die ursprünglichen Inhalte des Epos teils signifikant modifiziert werden.
Das Mālatīmādhava wiederum gilt als eigene Erfindung des Dichters und handelt von der Ministertochter Mālatī und dem Ministersohn Mādhava. Sie unterhalten mit Billigung ihrer Eltern eine innige Liebesbeziehung, können jedoch erst nach vielen widrigen Umständen endgültig zueinander finden, weil der König wünscht, dass Mālatī seinen Günstling Nandana heiraten solle.
Von Glasenapp vermerkt in seinem Kommentar über das Werk des Dichters, dass seine Stärke weniger in dramatischem Aufbau und effektvoller Ausgestaltung liege als vielmehr in seiner Gabe, mithilfe tiefsinniger und bildreicher lyrischer Strophen im Zuschauer „die widerstreitendsten Empfindungen und Vorstellungen zu wecken und einer Lebensanschauung von tiefem sittlichem Ernst Ausdruck zu verleihen.“ Er bezeichnet Bhavabhuti als „größten indischen Dramatiker nach Kalidasa.“